# A Tale of Two Kitties
A Tale of Two Kitties es una caricatura estadounidense de 1942 dirigida por Bob Clampett, escrita Warren Foster y orquestada por Carl W. Stalling. La caricatura es notable por marcar el debut de un canarito que más tarde sería conocido como Piolín. También fue la primera aparición de los personajes Babbit y Catstello, dos gatos basados en el popular dúo de comediantes Abbott y Costello. El título en inglés es un juego de palabras que significa Historia de dos gatitos, pero la palabra «tale» («cuento» o «historia») es homófona de «tail» («cola»), de modo que el título suena igual que «Una cola de dos gatitos», además de ser muy similar al de la novela de Dickens Historia de dos ciudades (A Tale of Two Cities).
Ésta es una de las muchas caricaturas propiedad de la a.a.p. que cayeron en dominio público, pues la United Artists no renovó los derechos de autor a tiempo. Fue lanzada en DVD como parte de la Tunes Golden Collection: Volume 5.
En esta caricatura (al igual que en algunas otras primeras entregas), Piolín no es el indefenso canario que en episodios posteriores llegaría a ser, pues sabe defenderse e incluso toma la iniciativa de ataque.
En ese momento el canario no tenía ningún nombre, pero el equipo de producción lo llamaba "Orson".

## Censura
- La caricatura le lanza una fuerte indirecta al Código Hays: Catstello está en lo alto de una escalera tratando de alcanzar a Piolín. Babbit se encuentra en el fondo gritándole, "Give me the bird! Give me the bird!" (Lit. ¡Dame el pájaro! ¡Dame el pájaro!) Catstello, con un marcado acento de Brooklyn se dirige a la audiencia diciendo: "If da Hays Office would only let me... I'd give him 'da boid' all right"  ("Si tan solo ese Código Hays me lo permitiera... pues claro que le daría el pájaro)". En Estados Unidos, "The Boid" (el pájaro) es un eufemismo que hace referencia al "dedo medio").[1]